# A Huey P. Newton Story
A Huey P. Newton Story è un documentario del 2001, diretto da Spike Lee.
Non è mai uscito nelle sale cinematografiche, ma è stato presentato in molti festival (anche alla 58ª Mostra internazionale d'arte cinematografica di Venezia) ed è stato trasmesso dalla televisione statunitense.

## Trama
Il documentario riprende il monologo teatrale dell'attore Roger Guenveur Smith, che interpreta il fondatore delle Pantere Nere Huey P. Newton.

## Riconoscimenti
- 2002 Banff Television Festival (miglior documentario)
- 2002 Black Reel Awards (miglior attore)
- 2002 Peabody Awards